# مثل یک اژدها
مثل یک اژدها (انگلیسی: Like a Dragon) فیلمی در ژانر جنایی به کارگردانی تاکاشی میکه محصول سال ۲۰۰۷ است. از بازیگران آن می‌توان به کازوکی کیتامورا و شو آیکاوا اشاره کرد.